# Ziua Independenței (Bangladesh)

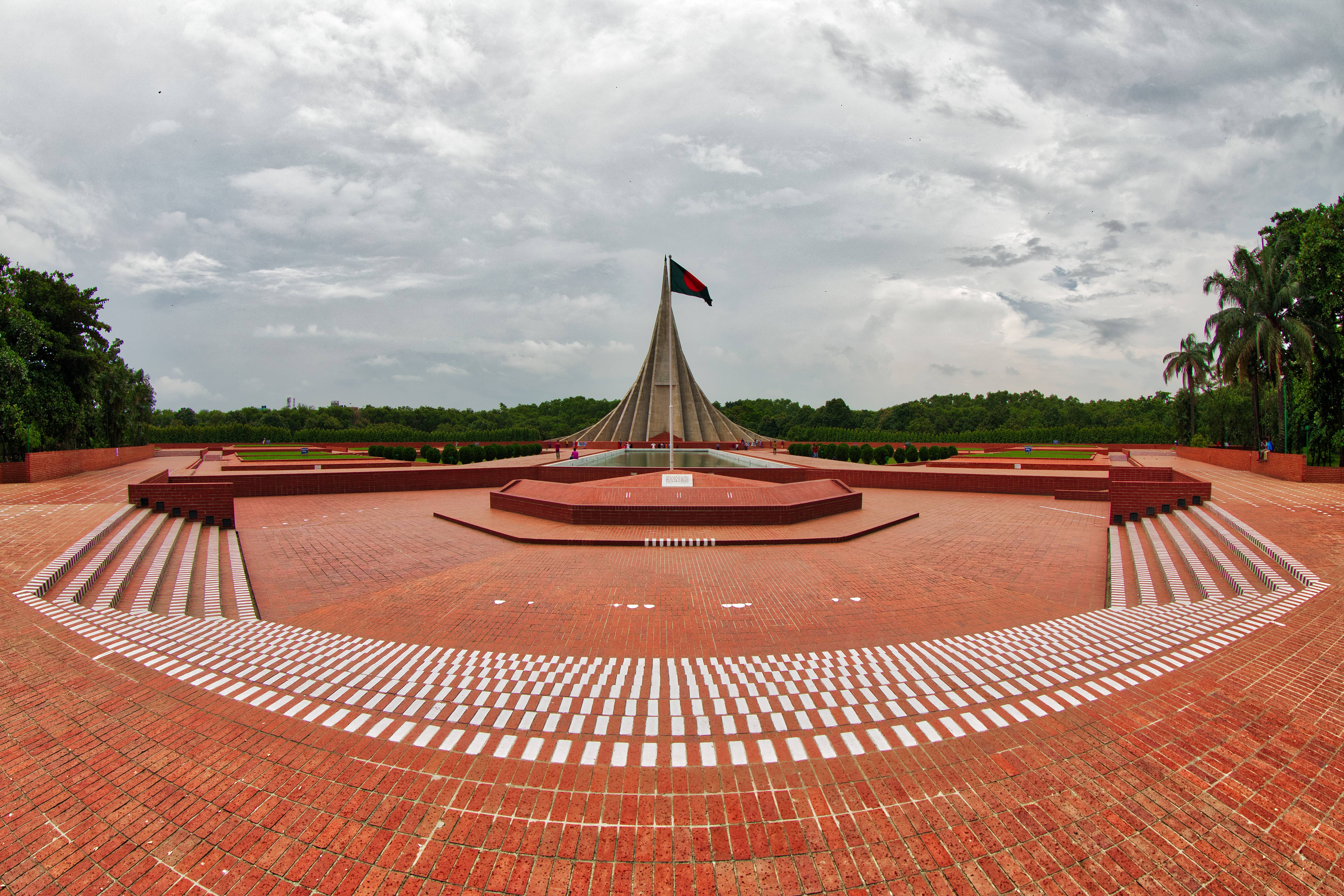
Jatiya Smriti Saudha (Memorialul Național al Martirilor) la Savar, un omagiu adus martirilor din Războiul de Independență din Bangladesh

Ziua Independenței din Bangladesh (bengaleză স্বাধীনতা দিবস Shadhinôta Dibôs), care are loc pe 26 martie, este o sărbătoare publică. Aceasta comemorează declarația de independență a țării de Pakistan în primele ore ale zilei de 26 martie 1971 de către liderul națiunii Șeic Mujibur Rahman.

## Vezi și
- Istoria Pakistanului de Est (1947–1971)
- The Blood telegram
- Bengalul de Est
- Ziua Comemorării Genocidului Bengalez